# Jasna Malec Utrobičić
Jasna Malec Utrobičić (Zagreb, 30. rujna 1944. - Split, 17. kolovoza 2025.) je bila hrvatska kazališna, filmska i televizijska glumica.

## Filmografija

### Televizijske uloge
- "Lud, zbunjen, normalan" kao Gorana (2016.)
- "Dig" kao žena Rabbija Leva (2015.)
- "Ruža vjetrova" kao Dragica Odak (2011. – 2013.)
- "Doctor Who" kao uplakana žena (2009.)
- "Zagrljaj" (1988.)

### Filmske uloge
- "Osmi povjerenik" kao Fanica (2018.)
- "Onda vidim Tanju" (kratki film) kao starija gospođa (2010.)
- "Jasmina" kao starica (2010.)
- "Najveća pogreška Alberta Einsteina" kao starica (2006.)
- "Posljednja volja" kao gospođa Štambuk (2001.)
- "Karneval, anđeo i prah" (1990.)
- "Čovjek koji je volio sprovode" kao gospođa s kišobranom na sprovodu (1989.)
- "Marjuča ili smrt" kao voditeljica bordela (1987.)
- "Od petka do petka" kao drugarica Genčić (1985.)
- "Kokošari" (1968.)
- "Sunce tuđeg neba" kao plavokosa djevojka (1968.)
- "Iluzija" kao Šimićeva žena (1967.)
- "Breza" kao Mlinarićka (1967.)

## Vanjske poveznice
- Jasna Malec Utrobičić u internetskoj bazi filmova IMDb-u (engl.)